# Denacionalizacija
Denacionalizacija ili privatizacija je prijenos vlasništva i odgovornosti od javnog ili državnog u privatni sektor. Pojam se može odnositi na prijenos bilo koje državne imovine. Obrnuti proces je nacionalizacija.
Termin je uveden u 1936. u časopisu The Economist, a postaje aktualan u procesu restauracije kapitalizma u socijalističkim zemljama.[nedostaje izvor] Prije toga u kapitalističkoj fazi globalnog monopolizma ('neoliberallizam') započetoj 1980-ih, iz svjetskih financijskih centara moći provodi se kontroverzna politika privatizacije državnog (javnog) sektora u zapadnim zemljama u dužničkom ropstvu, što je dovodilo do deindustrijalizacije njihove privrede i pojavom velike ekonomske krize započete 2008. godine. Bivše socijalističke zemlje u procesu restaurizacije kapitalizma prvobitnu akumulaciju kapitala ostvarivale su upravo intezivnom privatizacijom državnog vlasništva, tj. u zemljama s društvenim vlasništvom prati obrnuti proces nacionalizacije društvenog vlasništva, kako bi država mogla provesti privatizaciju te imovine.

## Ciljevi privatizacije
Zagovornici privatizacije u skladu s liberalnim ekonomskim stavom, zastupaju stav da država ne može biti dobar poduzetnik, jer ograničava mogućnosti za privatnu inicijativu. Prema tom stavu privatne tvrtke djeluju djelotvornije od onih pod državnom upravom, stimuliraju gospodarski rast i zapošljavanja. Privatizacija prema tom stavu također dovodi do inovacija, a time i do novih usluga i proizvoda

## Argumenti protivnika privatizacije
Prema organizaciji ATTAC, područja javnih usluga kao što su: obrazovanje, prijevoz, zdravstvena skrb, energetika i vodoopskrba ne smije se predati privatnim tržištu, jer se radi o ispunjavanjima zadataka koji nadilaze ekonomska pitanja i stoga se ne smiju ravnati prema kriterijima profitabilnosti.
Protivnici privatizacije navode, primjerice, i poskupljenja roba usluga privatiziranih tvrtki.